# جیمی هیوگا
جیمی هیوگا (انگلیسی: Jimmie Heuga; ۲۲ سپتامبر ۱۹۴۳ – ۸ فوریهٔ ۲۰۱۰) اسکی‌باز آلپاین اهل ایالات متحده آمریکا بود.